# Maraña
Maraña – gmina w Hiszpanii, w prowincji León, w Kastylii i León, o powierzchni 33,57 km². W 2011 roku gmina liczyła 162 mieszkańców.